# Francis Walder
Francis Walder (pseudonym for Francis Waldburger,5. august 1906 i Bruxelles – 16. april 1997 i Paris) var en belgisk forfatter, der i 1958 fik Goncourtprisen for romanen Saint Germain ou la Négociation (da: Diplomaternes spil).